# Cecília Metel·la (filla de Metel Baleàric)

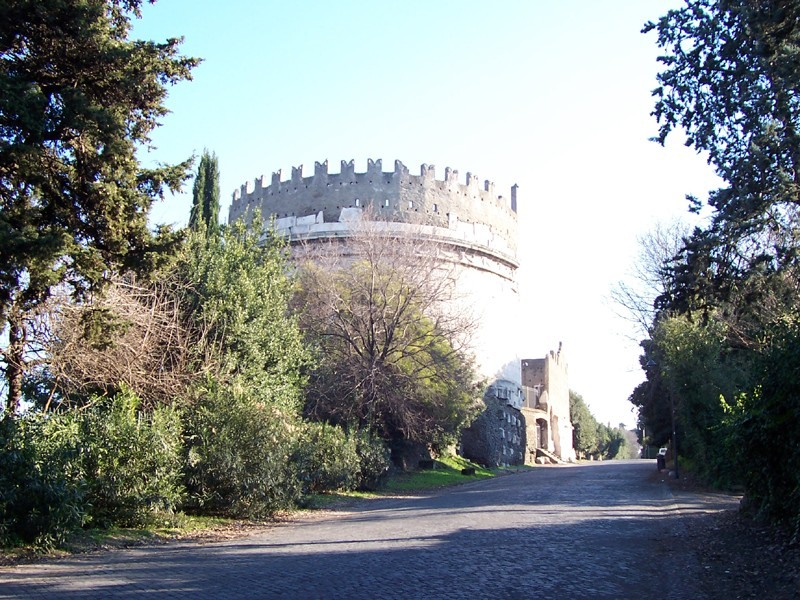
Roma - Mausoleu de Cecília Metel·la

Cecília Metel·la (en llatí Cacecilia Metella) va ser filla de Quint Cecili Metel Baleàric (Quintus Caecilius Q. F. Q. N. Metellus Balearicus), cònsol l'any 123 aC i germana de Quint Cecili Metel Nepot (Quintus Caecilius Q. F. Q. N. Metellus Nepos), cònsol l'any 98 aC. Pertanyia a la gens Cecília, una antiga família romana d'origen plebeu.
Es va casar amb Appi Claudi Pulcre, cònsol el 79 aC. Va ser la mare d'Appi Claudi Pulcre, cònsol l'any 54 aC i de Publi Clodi Pulcre, tribú de la plebs l'any 58 aC. Va criar també ls dos fills del seu germà Quint Cecili, (Metel Celer i Metel Nepos) junt amb els seus propis fills.